# Obec spisovatelů
Obec spisovatelů je profesní organizace sdružující české a moravské spisovatele, literární vědce a kritiky. Byla založena v prosinci 1989. Členem se lze stát pouze na základě prokazatelné literární činnosti. Sdružuje členy individuální i kolektivní. Je organizátorem řady akcí seminářů, besed a konferencí. Vydává čtvrtletně interní zpravodaj Dokořán.
Obec spisovatelů spolupořádá semináře zahraničních bohemistů a od roku 1993 každoročně uděluje Cenu Premia Bohemica zahraničním překladatelům, kteří se zasloužili o šíření české literatury ve své mateřštině.
V posledních letech uvnitř Obce spisovatelů probíhají spory o jejím dalším směřování. Z velké části se jedná o spor generační, který souvisí se ztrátou historického prestižního postavení spisovatelů ve společnosti, tzv. svědomí národa. Spisovatelé mladších generací stojí zpravidla mimo Obec spisovatelů a o členství neprojevují přílišný zájem.
Kritika Magnuskova vedení částí spisovatelů vyvrcholila v roce 2014 ustavením Asociace spisovatelů.

## Předsedové Obce spisovatelů
- 1989 – 1990 Ivan Wernisch
- 1990 – 1994 Milan Jungmann
- 1994 – 1996 Eva Kantůrková
- 1996 – 2002 Antonín Jelínek
- 2002 – 2004 Ivan Binar
- 2004 – 2008 Eva Kantůrková
- 2008 – 2011 Vladimír Křivánek
- 2011 – Tomáš Magnusek